# Altmünster
Altmünster je městys v rakouské spolkové zemi Horní Rakousy, v okrese Gmunden. Leží na břehu jezera Traunsee.

## Administrativní uspořádání
Městys sestává z deseti obcí (v závorce počet obyvatel k 1.1.2023): Altmünster (4599); Eben (220); Ebenzweier (123); Eck (618); Gmundnerberg (240); Grasberg (706); Mühlbach (215); Nachdemsee (514); Neukirchen (2608) a Reindlmühl (72).

## Historie
Místo bylo osídleno od doby bronzové, obývali je Keltové, od 3. století také Římané. Christianizaci přinesli benediktini z kláštera v Mondsee, kteří zde v roce 747 založili klášter.

## Počet obyvatel
| Rok  | Obyvatelé | Rok  | Obyvatelé |
| 1869 | 4778      | 1939 | 6328      |
| 1880 | 4683      | 1951 | 7383      |
| 1890 | 4742      | 1961 | 7348      |
| 1900 | 4951      | 1971 | 7921      |
| 1910 | 5244      | 1981 | 8556      |
| 1923 | 5329      | 1991 | 9067      |
| 1934 | 5917      | 2001 | 9445      |

V městysu žije přibližně 9 800 obyvatel.

## Památky
- zámek Traunsee

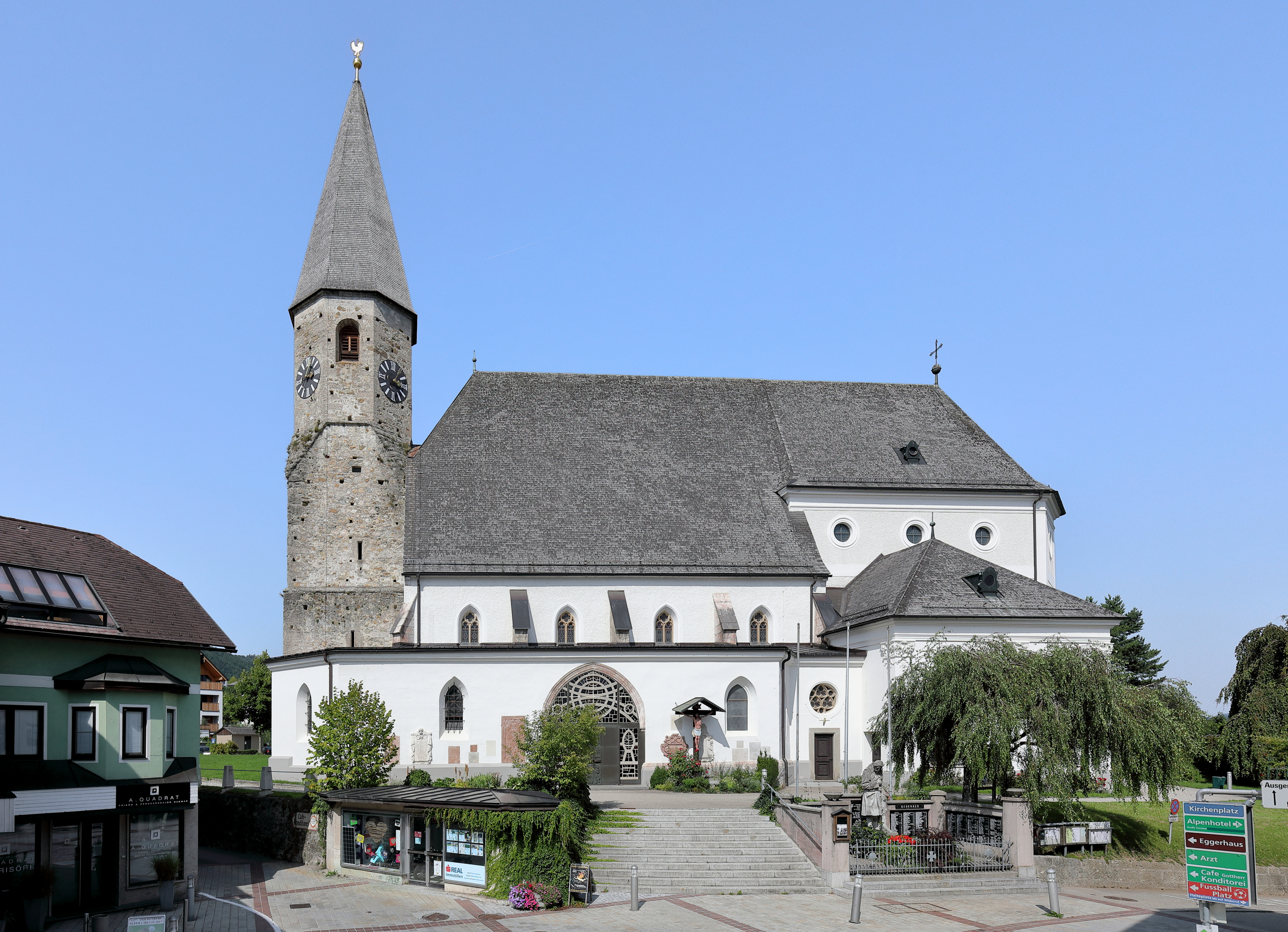
Farní kostel

- zámek Ebenzweier - sídlo rakouských arcivévodů rodu Este
- katolický farní kostel sv. Benedikta - založen roku 748 jako klášterní z mateřského kláštera Mondsee, stavba gotická ze 14. a 15. století; 1 antický římský náhrobek
- hřbitov

## Osobnosti
- Adam z Herbersttorfu (Herbersdorfu) (1585-1629) - voják, hrabě, dolnorakouský hetman, otčím Jindřicha Pappenheima, jeho hrob byl roku 1973 objeven ve farním kostele[3]
- Maxmilián Josef Rakouský-Este (1861) zemřel na zámku Ebenzweier; je zde pohřben